# Team La Pomme Marseille 13/Saison 2014
Dieser Artikel listet Erfolge und Fahrer des Radsportteams Team La Pomme Marseille 13 in der Saison 2014 auf.

## Erfolge in der UCI Asia Tour
| Datum             | Rennen                         | Kat. | Sieger             |
| ----------------- | ------------------------------ | ---- | ------------------ |
| 10. März          | 2. Etappe Tour de Taiwan       | 2.1  | Benjamin Giraud    |
| 9.–13. März       | Gesamtwertung Tour de Taiwan   | 2.1  | Rémy Di Gregorio   |
| 10. Juli          | 5. Etappe Tour of Qinghai Lake | 2.HC | Thomas Vaubourzeix |
| 23. Oktober       | 4. Etappe Tour of Hainan       | 2.HC | Julien Antomarchi  |
| 26. Oktober       | 7. Etappe Tour of Hainan       | 2.HC | Julien Antomarchi  |
| 20. – 28. Oktober | Gesamtwertung Tour of Hainan   | 2.HC | Julien Antomarchi  |

## Erfolge in der UCI Europe Tour
| Datum    | Rennen                       | Kat. | Fahrer           |
| -------- | ---------------------------- | ---- | ---------------- |
| 11. Mai  | 5. Etappe Tour d’Azerbaïdjan | 2.1  | Justin Jules     |
| 30. Juli | 1. Etappe Tour Alsace        | 2.2  | Gregoire Tarride |

## Zugänge – Abgänge
| Zugänge              | Team 2013                  | Abgänge              | Team 2014           |
| -------------------- | -------------------------- | -------------------- | ------------------- |
| Julien El-Farès      | Sojasun                    | Yannick Martinez     | Team Europcar       |
| Evaldas Šiškevičius  | Sojasun                    | Joshua Berry         | Team SmartStop      |
| Domingos Gonçalves   | Rádio Popular-Onda         | Christopher Jennings | Bonitas Pro Cycling |
| Rémy Di Gregorio     | DN2 de Martigues SC-Vivelo | Jason Bakke          | Team Ligthsbylinea  |
| Clément Saint Martin | Neoprofi                   |                      |                     |

## Mannschaft
| Name                 | Geburtstag          | Nationalität |              |
| -------------------- | ------------------- | ------------ | ------------ |
| Julien Antomarchi    | 16. Mai 1984        | Frankreich   |              |
| Rémy Di Gregorio     | 31. Juli 1985       | Frankreich   |              |
| Julien El-Farès      | 1. Juni 1985        | Frankreich   |              |
| Benjamin Giraud      | 23. Januar 1986     | Frankreich   |              |
| Domingos Gonçalves   | 13. Februar 1989    | Portugal     |              |
| José Gonçalves       | 13. Februar 1989    | Portugal     |              |
| Justin Jules         | 20. September 1986  | Frankreich   |              |
| Antoine Lavieu       | 28. September 1990  | Frankreich   |              |
| Yoann Paillot        | 28. Mai 1991        | Frankreich   |              |
| Thomas Rostollan     | 18. März 1986       | Frankreich   |              |
| Clément Saint Martin | 16. August 1991     | Frankreich   |              |
| Evaldas Šiškevičius  | 30. Dezember 1988   | Litauen      |              |
| Grégoire Tarride     | 10. Juli 1991       | Frankreich   |              |
| Thomas Vaubourzeix   | 16. Juni 1989       | Frankreich   |              |
| Stagiaires           | Stagiaires          | Nationalität | Nationalität |
| Paulius Šiškevičius  | Paulius Šiškevičius | Litauen      |              |